# Губин, Леонид Иванович
Леонид (Алексей) Иванович Губин (11 ноября 1926 — 21 февраля 1995) — советский и украинский русскоязычный писатель, журналист; член Союза журналистов Украины с 1967 года и Союза писателей Украины с 1982 года. Лауреат литературной премии имени Владимира Короленко за 1993 год.

## Биография
Родился 11 ноября 1926 года в Славяносербске (Луганская область). В 1941 году окончил семилетнюю школу, работал учеником слесаря, затем — слесарем в железнодорожном депо станции Родаково. После начала войны был эвакуирован вместе с семьёй в Омск, где работал слесарем на местном заводе. В 1943 году был призван на службу в пограничные войска на южной границе СССР, отслужил семь лет. Член ВКП(б) с 1948 года.
В 1950—1954 годах работал в городской газете Алчевска литсотрудником, параллельно учился в вечерней школе рабочей молодёжи и в двухгодичной партийной школе Сталино (Донецк) по специальности «журналистика». В 1954 году на заседании бюро Луганского обкома партии был назначен редактором мостковской районной газеты «Ленінська перемога». До 1959 года работал в Мостковском районе. В 1961 году окончил Высшую партийную школу при ЦК КП Украины. В 1961—1963 годах работал на Гостелерадио УССР, в 1963—1979 годах — на гостелевидении, в 1979—1987 годах — на студии «Укртелефильм». В 1990—1991 годах был заместителем секретаря парткома Киевской организации русских писателей.
Умер от инфаркта в Киеве 21 февраля 1995 года.
Творчество писателя посвящено преимущественно истории Донбасса. Автор сборника рассказов о патриотизме молодёжи во время Великой Отечественной войны «Вечно живые» (Киев, 1964; неоднократно переиздавался). Написал несколько сценариев документальных фильмов. Также публиковал научно-публицистические статьи в журналах «Вокруг света», «Радуга», «Украина».
В 2001 в Киеве вышла книга стихов «Обеими половинами сердца — обеими половинами сердца», которая содержит ранее не опубликованные стихи на украинском и русском языках.

## Работы
- «Первооткрыватель» (Сталино, 1957, повесть);
- «Большие грачи» (Сталино, 1960, роман);
- «Вечно живые» (Киев, 1964, сборник);
- «Рудознатец Капустин» (Донецк, 1970, документальный очерк);
- «Камень-уголье» (Киев, 1981; 1991, исторический роман);
- «Вишневое око дьявола» (опубликованы отдельные части в журнале «Радуга», 1991, № 10);
- «Свадьбы играют в конце лета» (Киев, 1986, сборник повестей).